# أندرو ميتكالف
أندرو ميتكالف (بالإنجليزية: Andrew Metcalfe)‏ هو موظف مدني أسترالي، ولد في 1959 في توومبا في أستراليا.